# Liste der Monuments historiques in Cornay
Die Liste der Monuments historiques in Cornay führt die Monuments historiques in der französischen Gemeinde Cornay auf.

## Liste der Immobilien
| Bezeichnung       | Beschreibung             | Standort            | Kennzeichnung | Schutzstatus | Datum | Bild           |
| ----------------- | ------------------------ | ------------------- | ------------- | ------------ | ----- | -------------- |
| Château de Cornay | Schloss, 16. Jahrhundert | 1 le Château (Lage) | PA00078551    | Inscrit      | 1990  | weitere Bilder |

## Liste der Objekte
| Bezeichnung                       | Beschreibung | Standort                        | Kennzeichnung | Schutzstatus | Datum | Bild |
| --------------------------------- | --- | ------------------------------- | ------------- | ------------ | ----- | ---- |
| Skulptur Notre-Dame des Victoires | Darstellung der Madonna mit Kind; Holz, farbig gefasst, 19. Jahrhundert                                                                         | in der Kirche St-Nicolas (Lage) | PM08001107    | Inscrit      | 1978  |      |
| Kredenz                           | Holz, vergoldet, Marmor, 18. Jahrhundert; in Paris deponiert                                                                                    | in der Kirche St-Nicolas (Lage) | PM08000162    | Classé       | 1971  |      |
| Chorgestühl                       | Holz, 18. Jahrhundert | in der Kirche St-Nicolas (Lage) | PM08000161    | Classé       | 1971  |      |
| Kruzifix                          | Holz, farbig gefasst, 19. Jahrhundert | in der Kirche St-Nicolas (Lage) | PM08001108    | Inscrit      | 1978  |      |
| Nikolaus- und Marienaltar         | rechter und linker Seitenaltar; jeweils Altartisch, Retabel und Skulptur; Holz, farbig gefasst und vergoldet, erste Hälfte des 19. Jahrhunderts | in der Kirche St-Nicolas (Lage) | PM08001106    | Inscrit      | 1978  |      |
| Beichtstuhl                       | Eichenholz, erste Hälfte des 19. Jahrhunderts                                                                                                   | in der Kirche St-Nicolas (Lage) | PM08001109    | Inscrit      | 1978  |      |
| Grundstein                        | Kalkstein, bezeichnet 1710 | in der Kirche St-Nicolas (Lage) | PM08001110    | Inscrit      | 1978  |      |